# Noctivox longixipha
Noctivox longixipha är en insektsart som beskrevs av Desutter-grandcolas 1993. Noctivox longixipha ingår i släktet Noctivox och familjen syrsor. Inga underarter finns listade i Catalogue of Life.